# Purement fonctionnel
En informatique, l'adjectif purement fonctionnel désigne un algorithme, une structure de données ou un langage de programmation qui exclut les modifications destructives. Par conséquent, les variables en sont exclues et les identificateurs désignent au contraire des valeurs persistantes, immuables. Cela signifie également que les valeurs antérieures à une opération sont toujours accessibles après cette opération, et identiques.